# Leipzig School of Media
Die Leipzig School of Media (LSoM) bildet Medienschaffende, Journalisten, ITler, Redakteure und Marketingleute in berufsbegleitenden Kursen und Lehrgängen weiter.

## Geschichte
Im Jahr 2004 startete das berufsbegleitende Weiterbildungsangebot mit international anerkanntem Masterabschluss als Masterprogramm Medien Leipzig (MML). Das Programm war ein Kooperationsprojekt von Universität Leipzig, Hochschule für Technik, Wirtschaft und Kultur (HTWK) Leipzig und Medienstiftung der Sparkasse Leipzig. 2006 wurde der Neubau „Mediencampus“ im Leipziger Stadtteil Gohlis fertiggestellt. Die Medienstiftung der Sparkasse Leipzig gründete 2008 die Leipzig School of Media als gemeinnützige GmbH. Seitdem bietet die Leipzig School of Media berufsbegleitende Weiterbildung, Kurse und Schulungen an. Geschäftsführerin ist Rita Löschke.

## Kurse und Schulungen im Überblick
Das berufsbegleitende Weiterbildungsangebot umfasst Kurse und Seminarreihen und Inhouse-Seminare für Unternehmen.
- Seminarreihen: In regelmäßigen Abständen bietet die LSoM Kursreihen in Kooperation zu bestimmten Themen wie bspw. die Zertifikatskursreihen „Social Media Manager (BVCM)[2]“ oder „Community Manager (BVCM)“ mit dem Bundesverband Community Management e. V. (BVCM) an.[3]
- Inhouse-Seminare für Unternehmen: Die LSoM bietet für Unternehmen und Organisationen Inhouse-Seminare zu verschiedenen Themen an, bspw. zu „Web 2.0 und Social Media“ oder „Digitales Marketing“

## Dozenten
Es unterrichten Experten aus der Medien- und Kommunikationspraxis.

## Räumlichkeiten
Die Leipzig School of Media ist am Mediencampus Leipzig ansässig. Der Innenhof wird an der Ostseite begrenzt von der 1883 erbauten spätklassizistischen Villa Ida. Das weitere Ensemble besteht aus dem Tagungs- und Schulungsgebäude, dem Apartmenthaus mit Bistro und einer Glashalle für Veranstaltungen und Kongresse. Im Tagungshaus stehen ein modernes Tonstudio und TV-Aufzeichnungsmöglichkeiten sowie ein PC-Pool zur Verfügung.
Der Bund Deutscher Architekten (BDA) Sachsen hat den Mediencampus mit einer Anerkennung zum Architekturpreis 2007 des BDA Sachsen ausgezeichnet.

## Weblink
- Website der LSoM